# Ouratea purpuripes
Ouratea purpuripes är en tvåhjärtbladig växtart som beskrevs av Spencer Le Marchant Moore. Ouratea purpuripes ingår i släktet Ouratea och familjen Ochnaceae. Inga underarter finns listade i Catalogue of Life.